# Janusz A. Zajdel
Janusz Andrzej Zajdel, né le 15 septembre 1938 à Varsovie et mort le 19 juillet 1985  à Varsovie, est un écrivain polonais, auteur de science-fiction, précurseur du genre de la fantaisie sociologique en Pologne.

## Biographie
Il étudie la physique à l'Université de Varsovie et intègre le Laboratoire central de la protection radiologique, où il devient au début des années 1980 cofondateur de la commission d'établissement de NSZZ Solidarność. C'est un spécialiste en physique nucléaire et un auteur de nombreux articles, brochures, épreuves et livres de vulgarisation.
Sa carrière d'écrivain de science-fiction a débuté dans le périodique Młody Technik (Le Jeune Technicien) avec l'histoire Tau Wieloryba (Tau la Baleine). Il a publié plus de 50 histoires dans divers périodiques. Il y décrivait des contacts avec les civilisations extraterrestres, des vols spatiaux, des inventions bizarres. Son chef-d'œuvre a été une série d'histoires sociologiques, la première d'entre eux étant Cylinder van Troffa (Cylindre de Van Troff), publiée en 1980. Zajdel y décrivait et y étudiait les sociétés totalitaires, oppressées, contrôlées. 
Ses récits ont inspiré beaucoup d'auteurs de science fiction plus jeunes et ont donné naissance au genre de fantaisie sociologique en Pologne (par exemple Maciej Parowski (en), Marek Oramus (en), Andrzej Krzepkowski (pl)). Ses histoires ont été traduites en anglais, biélorusse, bulgare, tchèque, espéranto, finnois, allemand, russe, slovène et hongrois. Il était un militant du fandom international de science-fiction et un membre de World SF. 
- En 1973, il reçoit l'insigne Magnum Trophaeum pour sa coopération persistante avec Le Jeune Technicien.
- En 1980, il est lauréat du Prix du Ministre de la Culture et de l'Art pour le roman Cylinder van Troffa.
- En 1984, il reçoit le Sepulka d'Or pour Wyjście z Cienia (Le Sortie d'entre l'Ombre).

Il est mort d'un cancer du poumon en 1985; il a reçu à titre posthume le Prix du Fandom Polonais SFINKS pour le roman Paradyzja. Ce prix a été renommé depuis 1986 et est traditionnellement décerné par Jadwiga Zajdel, sa veuve.

## Œuvres

### Anthologies
- Jad mantezji (Le Venin de Mantesia)
- Przejście przez lustro (Le Passe par la Glace)
- Iluzyt
- Feniks (Phoenix)
- Ogon diabła (La queue du Diable)

### Publications posthumes
- Dokąd jedzie ten tramwaj (Où va ce tramway)
- Wyższe racje (Les raisons plus hautes)
- List pożegnalny (La lettre d'adieu)

### Romans
- Lalande 21185
- Prawo do powrotu (Droit du retour)
- Cylinder van Troffa (Cylindre de van Troff)
- Limes inferior
- Wyjście z cienia (Le Sortie d'entre l'Ombre)
- Cała prawda o planecie Ksi (Toute vérité sur planète Xi)
- Paradyzja